# ماری کوسینداس
ماری کوسینداس، (به انگلیسی: Marie Cosindas) متولد سال ۱۹۲۵ در بوستون، ماساچوست یک عکاس زن آمریکایی است. او بخاطر کارهایش در خصوص روش زندگی و پرتره‌های رنگی مشهور است.

## زندگینامه
او در رشته نقاشی، در دانشکده موزه بوستون، تحصیل نمود و سپس به عنوان یک طراح از سال ۱۹۴۴ تا ۱۹۶۰ مشغول به کار شد. در طی این سالها او با کامل کردن تجربیاتش، و رسیدن به حد قابل قبول، کارهایش را در گالری کارل سیمباب در بوستون به نمایش گذاشت.
او در سفری که به سرزمین خانوادگی‌اش یونان داشت، کوسینداس شروع به عکاسی نمود. اولین دوربین او یک رولیفلکس ۳۵ میلیمتری بود، که عکس‌هایی از مناظر یونان، تهیه کرد. او در نظر داشت از این مناظر در کارهای نقاشی استفاده نماید. ولی نتایج عکاسی‌های او چنان راضی کننده بود، که دیگر قلم مو را بدست نگرفت.
کوسینداس در سال ۱۹۶۱ در کارگاه عکاسی انسل آدامز حضور داشت. آشنایی با انسل آدامز، باعث شد که او با دوربین قطع متوسط و عکاسی سیاه و سفید کار را ادامه دهد. سری جدید کارهای او، شامل: طبیعت بی‌جان و عکاسی معماری مربوط به این دوره است.
بعدها، کوسینداس به دوربین قطع بزرگ روی آورد. او در سال ۱۹۶۰ با استفاده از رنگ، نور طبیعی و فیلترهای رنگی کارهای اساسی خود را در زمینه عکاسی هنری انجام داد و در سال ۱۹۶۶ آثار خود را در موزه هنر مدرن، در نیویورک در معرض دید عموم قرار داد. موضوع کارهای او، پرتره‌هایی از اندی وارهول، ترومن کاپوتی، فی داناوی، رابرت ردفورد، پل نیومن، ازرا پاوند و تام ولف، و ... بود.

## واژه‌نامه
1. ↑  Marie Cosindas
2. ↑  Carl Siembab
3. ↑  Andy Warhol
4. ↑  Truman Capote
5. ↑  Faye Dunaway
6. ↑  Robert Redford
7. ↑  Paul Newman
8. ↑  Ezra Pound
9. ↑  Tom Wolfe